# Umierający dandys
Umierający dandys (szw. Den döende dandyn) – obraz olejny szwedzkiego postimpresjonistycznego malarza Nilsa Dardela z 1918. Obecnie znajduje się w zbiorach Moderna Museet w Sztokholmie.
Obraz przedstawia grupę czworga żałobników (trzech kobiet i mężczyzny) skupioną wokół tytułowego leżącego dandysa. Lewa ręka obejmuje pierś konającego po stronie serca, a w prawej trzyma on lustro – według Charles’a Baudelaire’a – symbol dandyzmu. Głowa spoczywa na poduszce, którą podtrzymują kobiety w niebieskiej i różowej bluzce. Trzecia kobieta, w pomarańczowej bluzce, okrywa umierającego czerwonym, wzorzystym pledem. Najbardziej tragiczna jest postać elegancko ubranego, androginicznego, młodego mężczyzny w liliowej marynarce, który wyraźnie płacze, ocierając łzy chusteczką. W szkicu do obrazu autor umieścił żałobników płci męskiej, ale w ostatecznej wersji dwóch z nich zastąpił postaciami kobiecymi. Interpretacja obrazu podążała w wielu kierunkach i często wiązała się z biografią Dardela, który mógłby być pierwowzorem dandysa z obrazu – był elegantem obracającym się w kręgach artystycznych i inteligenckich Paryża, uczył się w pracowni Henriego Matisse’a i za młodu przejawiał skłonności homoseksualne (był partnerem kolekcjonera i artysty – Rolfa de Maré). W 1918 Dardel poznał jednak kobietę, w której się zakochał i potem ożenił. Obraz mógłby więc być formą pożegnania z dawnym, hulaszczym życiem.
Według Mari Jungstedt, która napisała powieść Umierający dandys, osnutą na motywach fikcyjnego porwania obrazu, ręka na piersi może oznaczać złamane serce, ale też nawiązywać do choroby serca, na jaką artysta cierpiał i w końcu zmarł w Nowym Jorku. Rozpaczający mężczyzna mógłby także być homoseksualną częścią Dardela płaczącą za kończącymi się czasami. Sposób ujęcia kobiet przywodzi na myśl śmierć Chrystusa, okrywanego płótnem przez anioła z palmowymi liśćmi zamiast skrzydeł. Druga kobieta, u głowy artysty, ubrana jest w niebieskie barwy charakterystyczne dla Matki Boskiej. Rude włosy ostatniej z kobiet oraz jej czerwone i fioletowe szaty wiążą ją z postacią Marii Magdaleny. Płaczący mężczyzna miałby mieć rysy św. Jana.